# Nicolas Bohier
Pour les articles homonymes, voir Bohier.
Nicolas de Bohier, Nicolas Bohier ou Nicolaus Boherius (Montpellier, 1469 - Bordeaux, 1539), était un juriste, jurisconsulte, avocat au Parlement de Bourges, bailli de l'archevêque de la même ville, conseiller au Grand Conseil et Président au Parlement de Bordeaux et vicomte de Pommiers.

## Biographie
Il est surtout connu pour avoir été le premier commentateur des Coutumes du Berry, avant que ces coutumes ne constituent le premier ouvrage de droit coutumier écrit à l'instigation de Louis XI, mais dont la rédaction ne fut effectivement mise en œuvre qu'à partir de 1535, sous François 1er, par Marguerite de Valois, sa sœur, duchesse de Berry, et enfin en 1539. On pense que ce commentaire de Nicolas Bohier eut une influence sur la rédaction ultérieure de 1539.

## Œuvres
- Decisiones Burdegalenses, Lyon, Michel Parmentier, 1547. L'utilité et la réputation de cette collection d'arrêts qui touche aussi bien le droit canonique que le droit pénal explique ses réimpressions successives jusqu'à la fin du XVIIe siècle. La première édition fut imprimée en 1547 par le libraire Michel Parmentier, beau-père de Jean-François de Gabiano (1519-1562).
  - Decisionum Aurearum in Sacro Burdegalens, Lyon, Jean-François de Gabiano, 1551.
  - (la) Decisiones Burdegalenses, Lyon, Cesar Farine, 1566 (lire en ligne)